# Solanum pedersenii
Solanum pedersenii är en potatisväxtart som beskrevs av Cabrera. Solanum pedersenii ingår i släktet skattor som ingår i familjen potatisväxter. Inga underarter finns listade i Catalogue of Life.